# Matthias Baltisberger

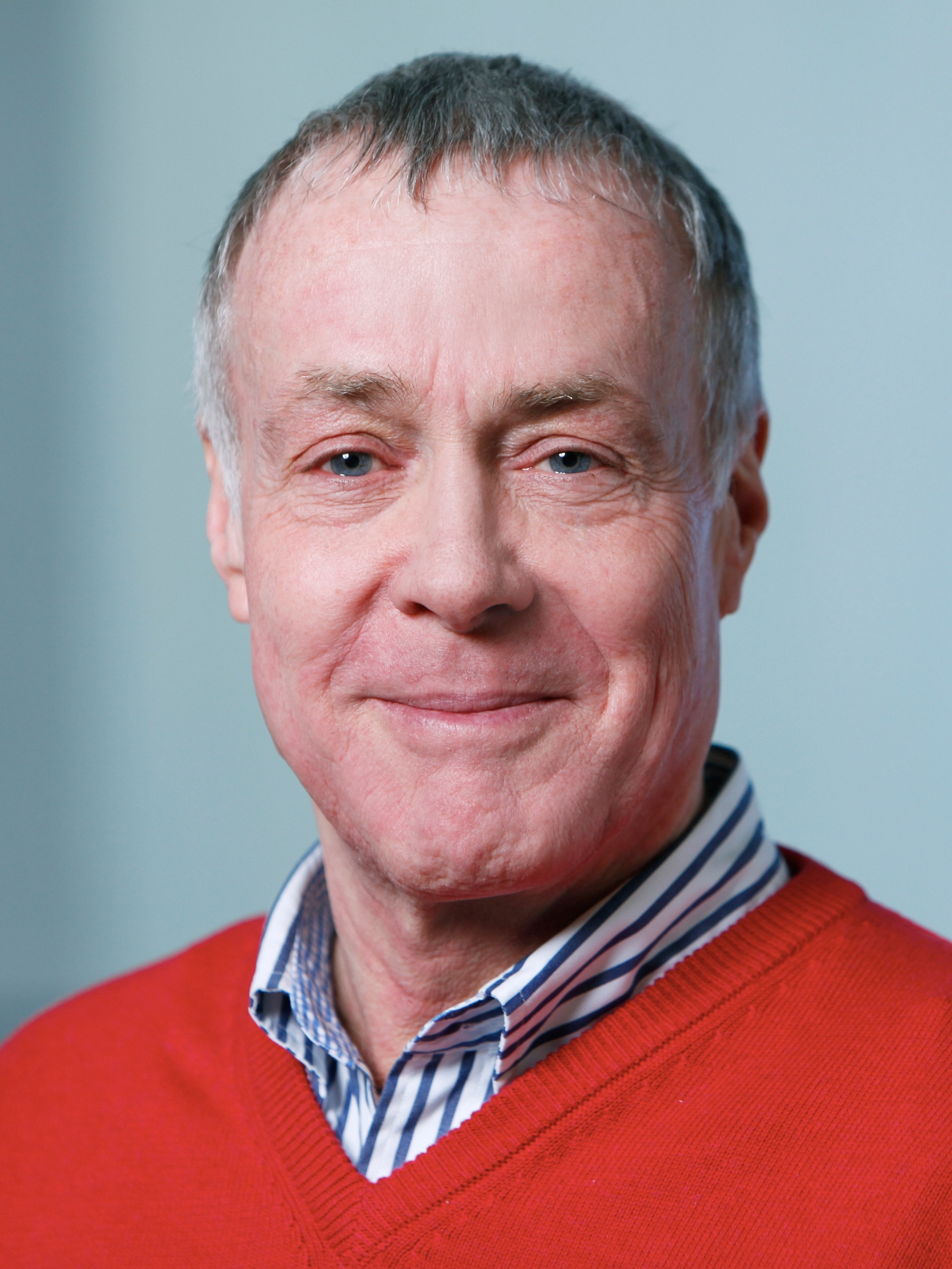
Matthias Baltisberger, 2011

Matthias Baltisberger (* 1951) ist ein Schweizer Botaniker und emeritierter Hochschullehrer an der ETH Zürich.
Sein botanisches Autorenkürzel lautet „Baltisb.“.

## Leben
Baltisberger studierte bis 1976 Biologie an der ETH Zürich. Es folgte eine Promotion an der ETH Zürich bei Professor Hans Hess mit einer Doktorarbeit in Systematischer Botanik. Nach Abschluss der Dissertation (1979) übernahm er Lehraufträge in systematischer Botanik sowie die kuratorielle Leitung des weltweit bedeutenden Herbars von Blütenpflanzen an der ETH Zürich. 1987 wurde ihm die Gesamtverantwortung für den Unterricht in systematischer Botanik an der ETH Zürich übertragen. 2003 wurde ihm der Titel eines Professors der ETH Zürich verliehen.
Seit 2016 ist Baltisberger emeritiert.

## Forschung
Die Forschungsinteressen von Baltisberger liegen in der Systematischen Botanik:
- Arten der Gattungen Achillea, Draba, Ranunculus und Stachys
- untersuchte Gebiete: Alpen und angrenzende Gebirge, Balkanhalbinsel, Mittelmeergebiet
- zahlreiche Publikationen mit den Schwerpunkten Systematik, Phylogenie und Zytologie

## Auszeichnungen
Baltisberger wurde mit folgenden Preisen geehrt:
- 2004: MedidaPrix (Mediendidaktischer Preis von Deutschland, Österreich und der Schweiz) für das Lerntool Virtual Excursion
- 2005: Goldene Eule (bester Dozent des Departementes Umweltwissenschaften an der ETH Zürich)
- 2007: Golden DNA (bester Dozent des Departementes Biologie an der ETH Zürich)